# Mustajärvi (sjö i Enontekis, Lappland, Finland)
Mustajärvi är en sjö i Finland. Den ligger i kommunen Enontekis i landskapet Lappland, i den norra delen av landet, 900 km norr om huvudstaden Helsingfors. Mustajärvi ligger 335 meter över havet. Den ligger vid sjön Mustalommol. Arean är 32,1 hektar och strandlinjen är 2,86 kilometer lång. Sjön  ingår i Kemi älvs huvudavrinningsområde. 